# 162 aC
El 162 aC va ser un any un any del calendari romà prejulià. Durant la República i l'Imperi Romà es coneixia com l'Any del Consolat d'Escipió Nasica i Fígul o també any 592 Ab urbe condita o de la fundació de la ciutat). L'ús del nom «162 aC» per referir-se a aquest any es remunta a l'alta edat mitjana, quan el sistema Anno Domini va ser el mètode de numeració dels anys més comú a Europa.

## Esdeveniments

### Imperi Selèucida
- Demetri I Sòter, el fill de l'anterior rei selèucida, Seleuc IV Filopàtor,surt de Roma, on havia viscut com a ostatge durant molts anys, i torna a Síria a reclamar el tron que tenia el seu nebot Antíoc V. Antíoc i el seu regent, Lísies cauen derrotats i són executats. Demetri puja al tron selèucida.[2]

### Síria Palestina
- Els macabeus, sota la direcció de Judes Macabeu, continuen la seva lluita contra els selèucides i persegueixen la facció helenitzant a Judea.[3]
- El nou rei selèucida Demetri I Sòter col·loca com a gran sacerdot de Judea a Alcimus i obté el suport d'una part dels zelotes, i d'un exèrcit selèucida. Però Judes Macabeu, que era el gran sacerdot, no vol abdicar del càrrec i esclata la guerra.[3]
- Judes Macabeu aconsegueix noves victòries i derrota els selèucides en dues batalles successives. Demana l'aliança de Roma on envia una ambaixada.[3]

### Antiga Roma
- Aquest any són elegits cònsols Publi Corneli Escipió Nasica Còrculum i Gai Marci Fígul. Els harúspexs declaren nul·la l'elecció, però Tiberi Grac que presidia el comicis diu que són vàlids i Fígul és enviat a la província de la Gàl·lia Cisalpina que li havia tocat en sort. Més tard Tiberi Grac escriu al senat dient que havia comès un error al no escoltar els auspicis i Fígul i Escipió Nasica renuncien al càrrec.[4]
- Són elegits cònsols sufectes Publi Corneli Lèntul i Gneu Domici Aenobarb.[5]
- Gneu Octavi és enviat amb dos col·legues, a Síria on hi havia certa confusió i el Senat va considerar que era el moment propici per reforçar els termes del tractat d'Apamea signat per Antíoc III el Gran, aprofitant la minoria d'Antíoc V Eupator. Allà és assassinat.[6]

## Necrològiques
- Gneu Octavi, enviat com a ambaixador a Síria, és assassinat en un gimnàs a Laodicea del Licos per un greco-sirià de nom Leptines.[6]
- Antíoc V Eupator, governant de l'Imperi Selèucida.[2]
- Lísies, general selèucida i governant de Síria, regent d'Antíoc V Eupàtor.[2]